# Stethojulis maculata
Stethojulis maculata là một loài cá biển thuộc chi Stethojulis trong họ Cá bàng chài. Loài này được mô tả lần đầu tiên vào năm 1931.

## Từ nguyên
Từ định danh của loài trong tiếng Latinh có nghĩa là "có đốm", hàm ý đề cập đến 4 vệt đốm đen ở hai bên thân dưới đường bên của cá đực.

## Phạm vi phân bố và môi trường sống
S. maculata có phạm vi phân bố ở Tây Thái Bình Dương. Trước đây S. maculata được xem là một loài đặc hữu ở vùng biển phía nam Nhật Bản, bao gồm quần đảo Izu, quần đảo Ryukyu và quần đảo Ogasawara. Năm 1983, nhiều cá thể S. maculata đã được thu thập tại Fiji, và vào đầu thập niên 2000, sự xuất hiện của S. maculata đã được ghi nhận tại nhiều vùng biển thuộc Philippines.
Loài này sống gần các rạn đá ngầm ở độ sâu đến 12 m.

## Mô tả
S. maculata có chiều dài cơ thể tối đa được ghi nhận là 16 cm. Chúng là một loài dị hình giới tính và lưỡng tính tiền nữ. Cá cái có màu nâu, sẫm màu ở thân trên; thân dưới có các đốm đen nằm trên mỗi vảy, tạo thành các hàng. Bên dưới mắt có đường sọc màu vàng nổi bật. Có một đốm đen ở vây lưng sau. Một sọc đen ở giữa thân, dọc theo chiều dài cơ thể, kéo dài từ sau mắt và kết thúc bởi một đốm đen ngay giữa cuống đuôi. Cá đực có 4 vệt sọc đứng màu đen ở mỗi bên thân, kéo dài từ dưới vây ngực đến trên ba tia vây hậu môn đầu tiên. Một đốm màu vàng tươi ở trên mang.
Số gai ở vây lưng: 9; Số tia vây ở vây lưng: 11–13; Số gai ở vây hậu môn: 3; Số tia vây ở vây hậu môn: 11; Số gai ở vây bụng: 1; Số tia vây ở vây bụng: 5; Số tia vây ở vây ngực: 13; Số lược mang: 19.

## Hành vi và tập tính
Vào ban đêm, S. maculata vùi mình vào bên dưới nền cát để nghỉ ngơi nhằm tránh những mối nguy hiểm từ các loài săn mồi. Thức ăn của S. maculata có lẽ là các loài động vật giáp xác và động vật thân mềm như nhiều loài Stethojulis khác.